# Ianca - Plopu - Sărat - Comăneasca
Ianca - Plopu - Sărat - Comăneasca este o arie protejată (sit de importanță comunitară — SCI) din România, desemnată în scopul protejării biodiversității și menținerii într-o stare de conservare favorabilă a florei spontane și faunei sălbatice, precum și a habitatelor naturale de interes comunitar aflate în arealul zonei de protecție. Aceasta se întinde pe o suprafață de 3.234,5 ha, integral pe uscat.

## Localizare
Situl Ianca - Plopu - Sărat - Comăneasca se întinde pe teritoriile administrative ale comunelor Movila Miresii, Romanu, Traian și Tudor Vladimirescu; și pe cel al orașului Ianca din județul Brăila. Centrul acestuia este situat la coordonatele 45°13′39″N 27°43′03″E / 45.227367°N 27.717489°E.

## Înființare
Situl Ianca - Plopu - Sărat - Comăneasca (ROSCI0305) a fost declarat sit de importanță comunitară în septembrie 2011 pentru a proteja 1 specie de animale.

## Biodiversitate
Situată în ecoregiunea de stepă, aria protejată conține 2 habitate naturale: Stepe și mlaștini sărate panonice, Salicornia și alte specii anuale care populează regiunile mlăștinoase și nisipoase.
La baza desemnării sitului se află o specie protejată de  mamifere: popândău (Spermophilus citellus).
Pe lângă speciile protejate, pe teritoriul sitului au mai fost identificate 6 specii de plante, 2 specii de amfibieni, 3 specii de nevertebrate.